# Campionato europeo femminile under 19 di pallavolo 2008
Il Campionato europeo femminile under 19 di pallavolo 2008 si è svolto dal 5 al 13 settembre 2008 a Foligno e Perugia, in Italia. Al torneo hanno partecipato 12 squadre nazionali europee e la vittoria finale è andata per la quinta volta, la terza consecutiva, all'Italia.

## Qualificazioni
Hanno partecipato al campionato europeo juniores la nazionale del paese ospitante, le prime tre squadre classificate al campionato europeo juniores 2006 (in questo caso si è qualificata la quarta visto che l'Italia, vincitrice nella scorsa edizione, ha ospitato la manifestazione) e otto squadre provenienti dai gironi di qualificazioni.

## Gironi
Dopo la prima fase a gironi, le prime due classificate di ogni girone hanno acceduto alle semifinali per il primo posto, la terza e la quarta classificata di ogni girone hanno acceduto alle semifinali per il quinto posto.
| Girone A                                              | Girone B                                     |
| ----------------------------------------------------- | -------------------------------------------- |
| Germania Italia Paesi Bassi Rep. Ceca Turchia Ucraina | Belgio Croazia Francia Polonia Russia Serbia |

## Fase finale - Foligno

### Finali 1º e 3º posto
|  | Semifinali | Semifinali | Semifinali |        |        | Finale 1º/2º posto | Finale 1º/2º posto | Finale 1º/2º posto |  |
|  |            |            |            |        |        |                    |                    |                    |  |
|  | Italia     | Italia     | 3          |        |        |                    |                    |                    |  |
|  | Italia     | Italia     | 3          |        |        |                    |                    |                    |  |
|  | Serbia     | Serbia     | 0          |        |        |                    |                    |                    |  |
|  | Serbia     | Serbia     | 0          |        | Italia | Italia             | 3                  |                    |  |
|  |            |            |            |        | Italia | Italia             | 3                  |                    |  |
|  |            |            | Russia     | Russia | 0      |                    |                    |                    |  |
|  | Turchia    | Turchia    | Russia     | Russia | 0      | 2                  |                    |                    |  |
|  | Turchia    | Turchia    |            |        |        | 2                  |                    |                    |  |
|  | Russia     | Russia     | 3          |        |        | Finale 3º/4º posto | Finale 3º/4º posto | Finale 3º/4º posto |  |
|  | Russia     | Russia     | 3          |        |        |                    |                    |                    |  |
|  |            |            |            |        |        |                    |                    |                    |  |
|  |            |            |            |        |        | Serbia             | Serbia             | 1                  |  |
|  |            |            |            |        |        | Serbia             | Serbia             | 1                  |  |
|  |            |            |            |        |        | Turchia            | Turchia            | 3                  |  |

### Finali 5º e 7º posto
|  | Semifinali | Semifinali | Semifinali |         |          | Finale 5º/6º posto | Finale 5º/6º posto | Finale 5º/6º posto |  |
|  |            |            |            |         |          |                    |                    |                    |  |
|  | Germania   | Germania   | 3          |         |          |                    |                    |                    |  |
|  | Germania   | Germania   | 3          |         |          |                    |                    |                    |  |
|  | Belgio     | Belgio     | 2          |         |          |                    |                    |                    |  |
|  | Belgio     | Belgio     | 2          |         | Germania | Germania           | 3                  |                    |  |
|  |            |            |            |         | Germania | Germania           | 3                  |                    |  |
|  |            |            | Polonia    | Polonia | 1        |                    |                    |                    |  |
|  | Ucraina    | Ucraina    | Polonia    | Polonia | 1        | 1                  |                    |                    |  |
|  | Ucraina    | Ucraina    |            |         |          | 1                  |                    |                    |  |
|  | Polonia    | Polonia    | 3          |         |          | Finale 7º/8º posto | Finale 7º/8º posto | Finale 7º/8º posto |  |
|  | Polonia    | Polonia    | 3          |         |          |                    |                    |                    |  |
|  |            |            |            |         |          |                    |                    |                    |  |
|  |            |            |            |         |          | Belgio             | Belgio             | 3                  |  |
|  |            |            |            |         |          | Belgio             | Belgio             | 3                  |  |
|  |            |            |            |         |          | Ucraina            | Ucraina            | 0                  |  |

## Podio

### Campione
Formazione: 1 Claudia Cagninelli, 3 Immacolata Sirressi, 7 Francesca Gentili, 8 Bruna Mautino, 10 Laura Partenio, 11 Laura Frigo, 12 Stefania Corna, 13 Noemi Signorile, 14 Valentina Biccheri, 16 Viktoria Orsi Toth, 17 Giulia Rastelli, 18 Marina Zambelli, CT: Marco Mencarelli

### Secondo posto
Formazione: 1 Ol'ga Efimova, 2 Ekaterina Bogačëva, 3 Ekaterina Pankova, 7 Ol'ga Šukajlo, 8 Anna Kiselëva, 9 Ksenija Naumova, 10 Anastasija Konovalova, 11 Irina Smirnova, 12 Viktorija Červova, 13 Dar'ja Pisarenko, 15 Irina Uralëva, 16 Tat'jana Ščukina, CT: Vadim Kir'janov

### Terzo posto
Formazione: 1 Serenat Yaz, 4 Gamze Korkmaz, 5 Gözde Yilmaz, 6 Polen Uslupehlivan, 7 Fatma Yıldırım, 11 Naz Aydemir, 12 Neşve Büyükbayram, 13 Elif Uzun, 14 Melis Gürkaynak, 15 Serpil Ersari, 17 Nihal Yesil, 18 Asuman Karakoyun, CT: Mehmet Bedestenlioğlu

## Classifica finale
| Classifica | Squadre     | Qualificazione                   |
| ---------- | ----------- | -------------------------------- |
| Oro        | Italia      | Campionato europeo juniores 2010 |
| Argento    | Russia      | Campionato europeo juniores 2010 |
| Bronzo     | Turchia     | Campionato europeo juniores 2010 |
| 4          | Serbia      |                                  |
| 5          | Germania    |                                  |
| 6          | Polonia     |                                  |
| 7          | Belgio      |                                  |
| 8          | Ucraina     |                                  |
| 9          | Francia     |                                  |
| 10         | Rep. Ceca   |                                  |
| 11         | Paesi Bassi |                                  |
| 12         | Croazia     |                                  |